# Veine marginale gauche du cœur
La veine marginale gauche du cœur (ou veine du bord gauche du cœur) est une veine du cœur qui passe près ou au-dessus du bord gauche du cœur.

## Origine
La veine marginale gauche apparait dans la région apicale du ventricule gauche.

## Trajet
La veine marginale gauche remonte le long du bord gauche du cœur accompagnée du rameau marginal gauche de l'artère coronaire gauche.

## Terminaison
La veine marginale gauche se jette dans la grande veine du cœur, parfois directement dans le sinus coronaire.

## Zone de drainage
La veine marginale gauche draine le sang veineux d'une grande partie du myocarde du ventricule gauche.